# Julia Koschitz
Julia Koschitz (n. 26 decembrie 1974, Bruxelles, Belgia) este o actriță austriacă.

## Date biografice
Koschitz ia examenul de bacalaureat în Frankfurt am Main, după care termină facultatea de dramaturgie din Viena.

## Filmografie
- 2004–2012: München 7
- 2006: Shoppen
- 2007: Allein unter Bauern
- 2007: Die Jäger des Ostsee-Schatzes
- 2007: Tatort – Der Traum von der Au
- 2008: Putzfrau Undercover
- 2008–2011: Doctor’s Diary
- 2009: Der Fall des Lemming
- 2009: Woran dein Herz hängt
- 2009: Ein Hausboot zum Verlieben
- 2009: Wohin mit Vater?
- 2010: Der Einsturz – Die Wahrheit ist tödlich
- 2010: Der letzte schöne Herbsttag
- 2010: Teufelskicker
- 2011: Das Beste draus machen
- 2011: Vermisst – Alexandra Walch, 17
- 2011: Der Kaiser von Schexing[1]
- 2011: Männer ticken, Frauen anders
- 2011: Uns trennt das Leben
- 2011: Das Wunder von Kärnten[2]
- 2011: Der letzte schöne Tag
- 2012: Tatort – Schmuggler
- 2012: Der Klügere zieht aus
- 2012: Ruhm
- 2013: Tödliche Versuchung
- 2013: Pass gut auf ihn auf